# دوربین نقشه‌برداری
دوربین نقشه‌برداری در عملیات نقشه‌برداری‌ استفاده می‌شود.
دوربین های نقشه برداری سه نوع هستند:
- ترازیاب
- زاویه‌یاب
- دوربین مساحی

## کارایی‌ها
- جهت برداشت و تهیه و ترسیم نقشه‌های عارضه‌نگاری در مقیاس‌های مختلف.
- تهیه نقشه‌های کاداستر.
- برداشت‌ های دقیق میدانی و جمع آوری اطلاعات لازم جهت مطالعه طرح‌های راهسازی.
- امکان عملیات برداشت زمینی در مناطق سخت‌گذر (کوهستان، جنگل، کویر و غیره).
- پیاده کردن و میخ‌کوبی دقیق طرح‌های محوطه‌سازی، ابنیه، راه، سد و غیره.
- مشخص نمودن ارتفاع نقطه‌ای خاص (با ترازیاب)

## فهرست تجهیزات نقشه بردار ها
1. دوربین نقشه برداری (دوربین مساحی) و سه پایه و منشور
2. دوربین ترازیاب و سه پایه و شاخص
3. قطب‌نما
4. شیب‌سنج
5. دماسنج الکترونیکی
6. رطوبت‌سنج الکترونیکی
7. بی‌سیم با بُرد یک کیلومتر
8. دستگاه سامانه موقعیت‌یاب جهانی